# Timonide di Leucade
Timonide di Leucade (Leucade, inizio IV secolo a.C. – dopo il 357 a.C.) è stato uno storico e militare greco antico.

## Biografia
Timonide, nativo dell'isola di Leucade, visse nel IV secolo a.C. Oltre che uomo di cultura (probabilmente accademico, visti i rapporti con Speusippo), fu soldato per l'amico siracusano Dione, partecipando allo scontro tra Dione e Dionisio II, e Plutarco nella sua Vita di Dione riferisce che Timonide su quegli eventi compose un'opera storica, che il biografo potrebbe quasi sicuramente aver avuto come fonte primaria per la biografia.
Timonide predispose, con Dione, il piano per invadere Siracusa, in una squadra composta, tra gli altri, da Eudemo di Cipro, per la cui morte Aristotele scrisse il dialogo Sull'anima. L'impresa, tuttavia, non fu fortunata all'inizio e Dione tentò di attaccare frontalmente la città, lasciando al comando proprio Timonide.

## Opera
L'opera di Timonide, che, come detto, è citato da Plutarco, dovette essere da lui usata per il tramite di Timeo di Tauromenio. Si trattava, comunque, di autore di una lettera a Speusippo sulla vita di Dione, quasi sicuramente di scopo apologetico.
In effetti, il tono plutarcheo, che svaluta sistematicamente il maggior avversario di Dione, Eraclide, induce gli studiosi a studiare i capp. 32-53 della biografia come esempio dei toni con cui Timonide giustificava la guerra civile denigrando l'avversario a livello sia politico che personale. Sicuramente si parlava in termini ampi e negativi di Filisto di Siracusa, storico e principale sostenitore di Dionisio II.
Inoltre, forse Timonide presentava un'esposizione della riforma politico-istituzionale progettata da Dione a Siracusa, riecheggiante temi platonici.